# Антоновка (Завитинский район)
В Амурской области также есть Антоновка в Архаринском районе и Антоновка в Мазановском районе.
Анто́новка — село в Завитинском районе Амурской области, Россия. Административный центр Антоновского сельсовета.
Основано в 1907 году. Названо по фамилии первого поселенца – Антонова.

## География
Село Антоновка стоит в верховьях реки Райчиха.
Дорога к селу Антоновка идёт на юг от районного центра г. Завитинск через Преображеновку и Куприяновку, расстояние — 34 км.
На юг от села Антоновка идёт дорога к городу Райчихинск, расстояние — 10 км.

## Население
| 2002 | 2010 | 2012 | 2013 | 2014 | 2015 | 2016 |
| ---- | ---- | ---- | ---- | ---- | ---- | ---- |
| 588  | ↘501 | ↘497 | ↘481 | ↘468 | ↘448 | ↘441 |
| 2017 | 2018 |      |      |      |      |      |
| ↗442 | ↗447 |      |      |      |      |      |

## Инфраструктура
- Сельскохозяйственные предприятия Завитинского района.